# سیارک ۱۳۳۷۵۳
سیارک ۱۳۳۷۵۳ (به انگلیسی: 133753 Teresamullen، نامگذاری:2003WU25) صد و سی و سه هزار و هفتصد و پنجاه و سومین سیارک کشف شده‌است که در ۲۱ نوامبر ۲۰۰۳ کشف شد.